# Léon Flameng
Marie Léon Flameng, né le 30 avril 1877 à Paris et mort pour la France le 2 janvier 1917 à Ève dans l'Oise, est un coureur cycliste français.
Licencié à l'Association vélocipédique internationale (AVI), il a été champion olympique du 100 km lors de la première olympiade de l'ère moderne des Jeux d'Athènes en Grèce en 1896.

## Biographie
Léon Flameng est le fils du peintre Marie-Auguste Flameng (1843-1893).
En 1896 lors des Jeux olympiques d'Athènes, il devient champion olympique du 100 km en 3 h 8 min 19 s avec quatorze tours de piste d'avance sur le deuxième. La performance est d'autant plus remarquable que Léon Flameng a chuté lourdement pendant la course. Grâce à ce succès indiscutable, il est porté en triomphe par les spectateurs, et quand le drapeau français est hissé au mât en l'honneur de sa victoire, la foule se découvre en marque de respect. Jamais jusque-là, la levée du drapeau en l'honneur d'un vainqueur n'avait été salué ainsi par les spectateurs, au nombre de 20 000 au vélodrome, dont la famille royale grecque.
Après ce succès, Léon Flameng prend part à trois autres épreuves et remporte deux nouvelles médailles, une d'argent et une de bronze respectivement lors des épreuves du 10 km et du sprint 2 km.

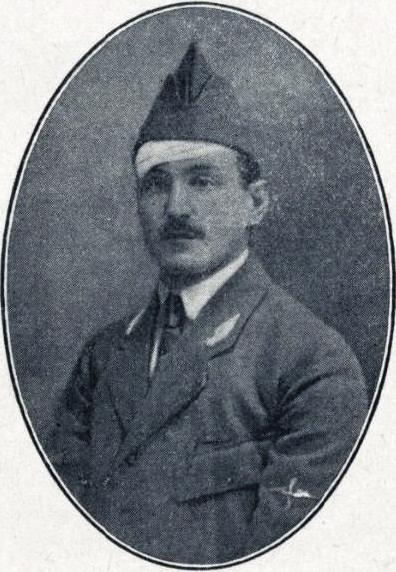
Le sergent Léon Flameng, à l'été 1916 après sa blessure à la tête.

Il résida au 162, boulevard Malesherbes à Paris. Lors de la Première Guerre mondiale, il est sergent pilote spécialiste des bombardements de nuit à l’escadrille 25. Il a survécu à plusieurs attaques, notamment le 11 mars 1916, lorsque son avion fut criblé de balles, et le 21 juin de la même année, où il fut blessé à la tête. Malgré ses blessures, il reprit le service actif. Reprenant la guerre au sein de l'escadrille, il trouve la mort au combat lorsque son avion chute à Ève dans l'Oise le 2 janvier 1917. Son engagement témoigne du courage de nombreux sportifs devenus soldats durant le conflit.
Il est décoré de la Croix de guerre avec deux citations.

## Palmarès
- Jeux olympiques 1896 :
  -  Champion olympique du 100 km
  -  médaille d'argent sur le 10 km
  -  médaille de bronze de la vitesse individuelle (2 km)
  - 5e du contre-la-montre (tour de piste de 333 m)